# Derde brief van Johannes
De Derde brief van Johannes (vaak kortweg 3 Johannes genoemd) behoort tot de algemene zendbrieven in het Nieuwe Testament van de Bijbel. De brief bevat geen afzender, maar wordt vanwege de stijl en inhoud traditioneel aan de apostel Johannes toegeschreven. De brief is geschreven in het Koinè-Grieks.
Het is een kort geschrift: het telt één hoofdstuk bestaand uit 15 verzen. Het is het kortste boek in de christelijke Bijbel. Er bestaat ook een Eerste en een Tweede brief van Johannes.

## Auteur
Er wordt in de tekst geen naam van een auteur of afzender genoemd. Op basis van de inhoud en stijl, die overeenkomsten vertonen met die van het Johannesevangelie en de andere Johannesbrieven, wordt de tweede Johannesbrief net als de andere twee traditioneel aan de apostel Johannes toegeschreven. Ook als de brieven niet door Johannes geschreven zijn, is het aannemelijk dat ze in ieder geval afkomstig zijn uit dezelfde kring of theologische school als het Johannesevangelie.
In de brief wordt de schrijver alleen aangeduid met 'oudste' (presbyter), wat waarschijnlijk een eretitel (en niet zozeer een ambt) was waaronder de schrijver bij de afzenders van de brief bekend was. Johannes de Presbyter wordt beschouwd als de auteur van deze brief en 2 Johannes.
Het vraagstuk over het auteurschap van de werken die aan de apostel Johannes werden toegeschreven, heet ook wel het Johanneïsch vraagstuk.

## Inhoud
Van de drie Johannesbrieven is de derde de meest persoonlijke. De korte tekst van de brief past op een papyrusblad (hetzelfde geldt voor de tweede Johannesbrief), waarmee het een lengte heeft die in die tijd voor brieven gangbaar was. Hij is geadresseerd aan Cajus of Gajus. In het Nieuwe Testament komen verschillende personen met deze naam voor: in Macedonië (Handelingen 19:29), in Korinte (Romeinen 16:23) en in Derbe (Handelingen 20:4). Het is erg onwaarschijnlijk dat een van deze personen bedoeld is, daar deze naam bijzonder vaak voorkwam.
De brief is geschreven als aansporing gastvrijheid te geven aan zendelingen (vers 5-8) en daardoor "te wandelen in de waarheid" (vers 4). Diotrephes, waarschijnlijk de leider van een andere (Gaius'?) gemeente, doet dit niet en veronachtzaamt hiermee het hoge (christelijk) gebod der gastvrijheid. Tevens is de brief een aanbeveling aan Gajus voor ene Demetrius (de bode van de brief?).